# Maurizio Margaglio
Maurizio Margaglio (Milaan, 16 november 1974) is een Italiaans voormalig kunstschaatser. Hij nam met zijn schaatspartner Barbara Fusar Poli deel aan drie edities van de Olympische Winterspelen: Nagano 1998, Salt Lake City 2002 en Turijn 2006. In 2002 wonnen Fusar Poli en Margaglio olympisch brons bij het ijsdansen. Ze werden in 2001 Europees- en wereldkampioen.

## Biografie
Margaglio begon in 1985 met schaatsen, en ook meteen met de discipline ijsdansen. Met zijn eerste schaatspartner Claudia Frigoli was hij drievoudig Italiaans kampioen bij de junioren. Ze namen in 1991 deel aan de WK junioren, waar ze 16e werden. Kunstrijdster Barbara Fusar Poli vroeg, nadat haar vorige partner stopte met de sport, of Margaglio met haar wilde schaatsen. Margaglio nam haar aanbod aan. Ze eindigden bij de EK 1995 op de tiende plek en de resultaten werden elk jaar beter. In het seizoen 1999/00 wonnen ze hun eerste EK- en WK-medailles (beide zilver). Het jaar erop was zeer succesvol voor Fusar Poli en Margaglio. Als eerste Italianen werden ze wereldkampioen bij het kunstschaatsen.
Ze namen deel aan drie edities van de Olympische Winterspelen. In 2002 wonnen ze olympisch brons. Bij de overige deelnames eindigden ze als 6e in zowel 1998 als in 2006. In 2006 stonden Fusar Poli en Margaglio verrassend op de eerste plaats na de verplichte dans. In de laatste vijf seconden van hun originele dans ging Margaglio onderuit en liet hij Fusar Poli uit zijn handen glippen. Sinds 2010 werkte Margaglio in Finland als kunstschaatscoach bij het synchroonschaatsen en het ijsdansen. Hij is gehuwd en heeft drie zoons (geboren in 2007, 2009 en 2012).

## Belangrijke resultaten
1991/92 met Claudia Frigoli, 1994-2006 met Barbara Fusar Poli
| Kampioenschap           | 91/92 |               | 94/95         | 95/96         | 96/97         | 97/98         | 98/99         | 99/00         | 00/01         | 01/02         |               | 05/06 |
| ----------------------- | ----- | ------------- | ------------- | ------------- | ------------- | ------------- | ------------- | ------------- | ------------- | ------------- | ------------- | ----- |
| Olympische Spelen       |       |               |               |               | 6e            |               |               |               | Brons         |               | 6e            |       |
| Wereldkampioenschap     |       |               | 10e           | 9e            | 5e            | 5e            | Zilver        | Goud          |               |               |               |       |
| Europees kampioenschap  |       | 10e           | 8e            | 7e            | 5e            | 4e            | Zilver        | Goud          | Zilver        |               |               |       |
| Grand Prix-finale       |       |               |               |               | 5e            | 5e            | Zilver        | Goud          | 4e            |               |               |       |
| Nationaal kampioenschap |       | Goud          | Goud          | Goud          | Goud          | Goud          | Goud          | Goud          | Goud          |               | Goud          |       |
| WK junioren             | 16e   | geen deelname | geen deelname | geen deelname | geen deelname | geen deelname | geen deelname | geen deelname | geen deelname | geen deelname | geen deelname |       |